# San Cristóbal Verapaz
San Cristóbal Verapaz är en ort i Guatemala.   Den ligger i departementet Departamento de Alta Verapaz, i den centrala delen av landet, 80 km norr om huvudstaden Guatemala City. San Cristóbal Verapaz ligger 2 120 meter över havet och antalet invånare är 19 664.
Terrängen runt San Cristóbal Verapaz är kuperad åt nordost, men åt sydväst är den bergig. San Cristóbal Verapaz ligger uppe på en höjd. Runt San Cristóbal Verapaz är det ganska glesbefolkat, med 29 invånare per kvadratkilometer. San Cristóbal Verapaz är det största samhället i trakten. I omgivningarna runt San Cristóbal Verapaz växer i huvudsak städsegrön lövskog.